# X (película de 2022)
X es una película slasher estadounidense-canadiense escrita, dirigida, producida y editada por Ti West. La película está protagonizada por Mia Goth, Jenna Ortega, Martin Henderson, Scott Mescudi y Brittany Snow. Se estrenó oficialmente el 18 de marzo de 2022 en los cines estadounidenses a través de la empresa A24. La trama de la cinta sigue a un equipo cinematográfico que, en su intento por grabar una película pornográfica, comienzan a ser acechados por una pareja de personas mayores en una granja rural de Texas.
La película cosechó críticas mayormente positivas, varias elogiando la dirección, actuaciones y homenajes de la película a otros largometrajes de los años setenta.

## Trama
En 1979 en Estados Unidos, Texas la aspirante a actriz pornográfica Maxine junto a su novio Wayne, el director de cine independiente R. J., su novia Lorraine y encargada de sonido y los actores Bobby Lynne y Jackson Hole se preparan para viajar a una granja privada con el objetivo de utilizarla como escenario para grabar una película para adultos directo a formato casero llamada "las hijas del granjero". Al llegar son recibidos por el dueño Howard, un anciano que les pide discreción durante su estadía por la salud de su esposa Pearl, que pasa la mayor parte del día encerrada en casa.
Todos se dan cuenta de que Wayne omitió intencionalmente revelarle a la pareja dueños de la propiedad el verdadero objetivo de su presencia en la granja de tal forma que para evitar ser descubiertos el equipo inicia las filmaciones de la película. Mientras el resto del equipo está ocupado, Maxine se relaja y baña en el lago cercano a la granja hasta que llega su turno de iniciar sus escenas, salvándose por poco de ser atacada por un caimán sin darse cuenta y tiene una breve conversación con Pearl quien le revela que durante su juventud usaron la granja como refugio en los días de la Primera Guerra Mundial. Para cuando Maxine graba sus escenas, Pearl se escabulle hacia el granero y espía a los demás con impotencia y curiosidad, en especial a Maxine.
Al anochecer el grupo celebra el haber completado la mitad del rodaje hasta que Lorraine se pronuncia curiosa sobre tener un rol en la película con tal de sacudirse su reputación como mojigata y aun en contra de los deseos de RJ, quien le reclama e incluso intenta convencer a Wayne de que lo apoye, solo para terminar siendo rechazado y obligado a filmar una secuencia donde Lorraine tiene sexo con Jackson. Más tarde mientras todos duermen, un resentido RJ se dispone a irse de la granja por la alteración de la película hasta que en su camino se interpone Pearl, quien se le insinúa en un intento de seducirlo. Cuando RJ la rechaza esta lo apuñala varias veces en el cuello hasta decapitarlo. Lorraine y Wayne notan la ausencia de RJ y se disponen a buscarlo, Howard le ofrece a Lorraine ayudarla y la manda al granero a buscar una linterna, pero cuando ella intenta salir se da cuenta de que ha sido encerrada y se horroriza cuando descubre el cuerpo mutilado de un hombre dentro.
Por otra parte Wayne entra al establo buscando a RJ solo para herirse uno de sus pies al pisar un clavo, poco después sigue un ruido hacia uno de los establos y al asomarse por los orificios es apuñalado en sus dos ojos por Pearl que utiliza un rastrillo para matarlo. Como ni Wayne o Lorraine regresan Jackson es invitado por Howard a buscar a su esposa alegando que esta suele deambular por la zona, en la búsqueda este encuentra un vehículo parcialmente hundido en el lago y le informa al anciano, que le reprocha su juventud antes de dispararle a quemarropa en el pecho con su escopeta, revelándose como el compañero de crimen de su esposa. Mientras tanto Pearl sube hasta la cama donde Maxine duerme y comienza a tocarla hasta que ella se da cuenta de su presencia y huye del granero mientras Bobby Lynne ve a Pearl huir de la escena. Aunque Maxine advierte que Pearl la estuvo tocando mientras dormía, Bobby va en busca de la anciana a quien encuentra de pie en el muelle del lago. Pearl comienza a reclamarle a la joven, acusándola de ser una ramera y cuando esta se dispone a regresar al granero es empujada al lago y posteriormente devorada por el caimán, al que habitualmente alimentan con el resto de sus víctimas. En el granero Lorraine intenta escapar al romper la entrada con un hacha pero es herida por Howard que le rompe uno de sus dedos con un martillo y la amenaza para que desista de sus intentos de escapar antes de abandonarla, Howard enciende la televisión mientras emiten un programa de tele evangelio para ahogar los gritos de Lorraine.
Tanto Pearl como Howard se reúnen en el granero donde la pareja se sincera de su situación; Howard se lamenta por su salud y se disculpa por no poder tener sexo con Pearl quien lo incita a que le demuestre su amor por ella. Conforme los ancianos hacen el amor, Maxine se escabulle de la habitación al haberse escondido debajo de la cama. Al llegar a la casa escucha a Lorraine y ayuda a liberarla, pero cuando se dispone a huir con ella, esta la culpa de todo lo ocurrido y huye despavorida solo para recibir un disparo de Howard que la asesina. Cuando los ancianos meten el cuerpo para hacerlo pasar como un caso de defensa doméstica, esta sufre de un espasmo que le provoca un paro cardiaco a Howard ante una impotente Pearl que le suplica ayuda a Maxine cuando esta sale de su escondite armada con la pistola de su novio. Maxine le pregunta por las llaves de su auto a lo que Pearl responde que las dejan sobre una mesa, Maxine se dispone a dispararle a Pearl pero se da cuenta de que el arma esta descargada lo que le da la oportunidad a Pearl de armarse con la escopeta y defenderse. La fuerza del disparo impulsa a la anciana hacia afuera de la casa, rompiéndole su cadera mientras que Maxine sobrevive al haber eludido la bala.
Maxine se dispone a irse de la granja a medida que Pearl la insulta y se lamenta por lo sucedido hasta que la chica la mata al conducir sobre su cabeza. Maxine entonces se aleja en la camioneta mientras en la predicación televisada el pastor revela que tiene una hija que huyó de casa y muestra su fotografía quien es la propia Maxine. A la mañana siguiente un grupo de policías revisa la escena del crimen, uno de ellos le revela a su jefe que encontraron una cámara de video y al especular sobre su contenido, el sheriff concluye que debe tratarse de una película de terror.

## Precuela
Seis meses después del lanzamiento de X, es lanzada una precuela titulada Pearl. Esta transcurre 65 años antes de los hechos de X, en el mismo lugar, la granja, solo que mientras en Pearl el lugar se ve en buenas condiciones, en X ya se ve deteriorado por el paso del tiempo y el descuido de sus ya ancianos residentes.
Esta película trata el origen del personaje Pearl, en donde ella, siendo joven, intenta a toda costa alcanzar la fama, que en X se sabe que nunca alcanzó.
En X se puede ver que Pearl, ya anciana, tiene una extraña fijación por Maxine, puesto que tiene un increíble parecido a ella cuando joven (de hecho, tanto Maxine como Pearl joven son interpretadas por la misma actriz, Mia Goth, y Pearl anciana es también interpretada por ella, con un gran trabajo de maquillaje). Además, Pearl ve en Maxine a una chica con la misma sed de fama que ella tenía, por eso se siente identificada.
En X se entiende que Pearl y su esposo ahora son asesinos que han sido consumidos por la propaganda religiosa de la televisión, a tal punto de que su sed de sangre radica en quienes no siguen una vida moralmente aceptable.

## Elenco
- Mia Goth como Maxine Minx / Pearl
- Jenna Ortega como Lorraine
- Martin Henderson como Wayne
- Scott Mescudi como Jackson Hole
- Brittany Snow como Bobby Lyne
- Owen Campbell como RJ
- Stephen Ure como Howard

## Producción
En noviembre de 2020, se anunció que A24 iba a producir un nuevo film de terror, titulado X, luego del gran éxito que tuvieron previas obras como Hereditary, y Midsommar. Éste sería dirigido por Ti West, y protagonizado por Mia Goth, Scott Mescudi y Jenna Ortega. En febrero de 2021, Brittany Snow se sumó al elenco.
El rodaje del film se realizó del 16 de febrero al 16 de marzo de 2021, en Isla Norte, Nueva Zelanda.
Algunas escenas fueron filmadas en la ciudad de Whanganui. Otras ocurrieron en un lugar cercano al Distrito de Rangitikei, donde los productores utilizaron un antiguo ayuntamiento de la zona. La producción se basó por gran parte en una granja en un asentamiento de Fordell, donde un gran granero fue construido para el escenario del largometraje.

## Efectos especiales
La escena en la que Pearl apuñala a RJ en el cuello involucró el uso de un cuchillo retráctil, una prótesis en el cuello con un orificio, y un tubo que permitiera el paso de sangre falsa al cortarlo. El efecto de la subsecuente decapitación de RJ se logró utilizando una cabeza de maniquí de RJ, la actuación de un doble y un piso falso; el doble realizaba espasmos, con su cabeza y hombros ocultos en el suelo creando la ilusión de que el cuerpo se retorcía después de su muerte.